# Pianu
Pianu ist eine rumänische Gemeinde im Kreis Alba in der Region Siebenbürgen. Gemeindesitz ist Pianu de Sus (Rumänisch Pien).

## Geographische Lage

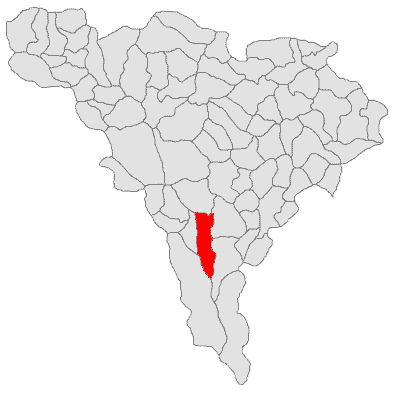
Lage der Gemeinde Pianu im Kreis Alba

Die Gemeinde Pianu liegt am gleichnamigen Fluss Pianu – einem linken Zufluss des Mureș (Mieresch) – im siebenbürgischen Unterwald, nördlich des Mühlbacher Gebirges (Munții Șureanu). An der Kreisstraße (Drum județean) DJ 104A befindet sich der Gemeindesitz 14 Kilometer südwestlich von Sebeș (Mühlbach); die Kreishauptstadt Alba Iulia (Karlsburg) liegt etwa 29 Kilometer nordöstlich entfernt.

## Geschichte
Auf dem Gebiet der Gemeinde bezeugen archäologische Funde Besiedlungen der frühen Jungsteinzeit bis in die Frühe Bronzezeit. Funde auf dem Gebiet der Gemeinde werden in Verbindung mit der Römerzeit gebracht. Im Fluss Pianu wurde seit dem Mittelalter Gold gewaschen. Anfang des 19. Jahrhunderts waren bis zu 600 Goldwäscher tätig.
Der Ort Pianu de Sus wurde erstmals 1454 unter der Bezeichnung Blechis pen (1733 unter Olah Pian) urkundlich erwähnt.

## Bevölkerung
Die Bevölkerung der Gesamtgemeinde entwickelte sich wie folgt:
| 1850 | 3.634 | 3.076 | 8 | 361 | 189           |
| 1900 | 4.080 | 3.669 | 8 | 397 | 6             |
| 1941 | 4.269 | 3.814 | - | 455 | -             |
| 1977 | 4.123 | 3.659 | 2 | 369 | 93            |
| 1992 | 3.552 | 3.506 | 2 | 44  | -             |
| 2002 | 3.390 | 3.337 | 6 | 30  | 17            |
| 2011 | 3.082 | 2.995 | 3 | 8   | 76            |
| 2021 | 3.375 | 3.184 | - | 15  | 208 (16 Roma) |

Die höchste Einwohnerzahl (4312) der heutigen Gemeinde  und gleichzeitig auch die der Rumänen (3863) wurde 1930 ermittelt, die der Deutschen (im eingemeindeten Dorf Pianu de Jos, 453) 1941, der Ungarn 2002 und die der Roma 1850.

## Sehenswürdigkeiten
- Im Gemeindesitz Pianu de Sus die Holzkirche Cuvioasa Paraschiva, 1780 an Stelle einer von 1761 abgebauten errichtet,[7]  ist denkmalgeschützt.[3]
- Die Rumänisch-Orthodoxe Kirchen Nașterea Sf. Ioan Botezătorul (erbaut im 19. Jahrhundert) und Buna Vestire (1818 errichtet).[4]
- Die evangelische Kirche im eingemeindeten Ort Pianu de Jos (Deutschpien),[8] eine romanische Basilika, im 13. Jahrhundert errichtet, 1798 umgebaut, steht unter Denkmalschutz.[3]

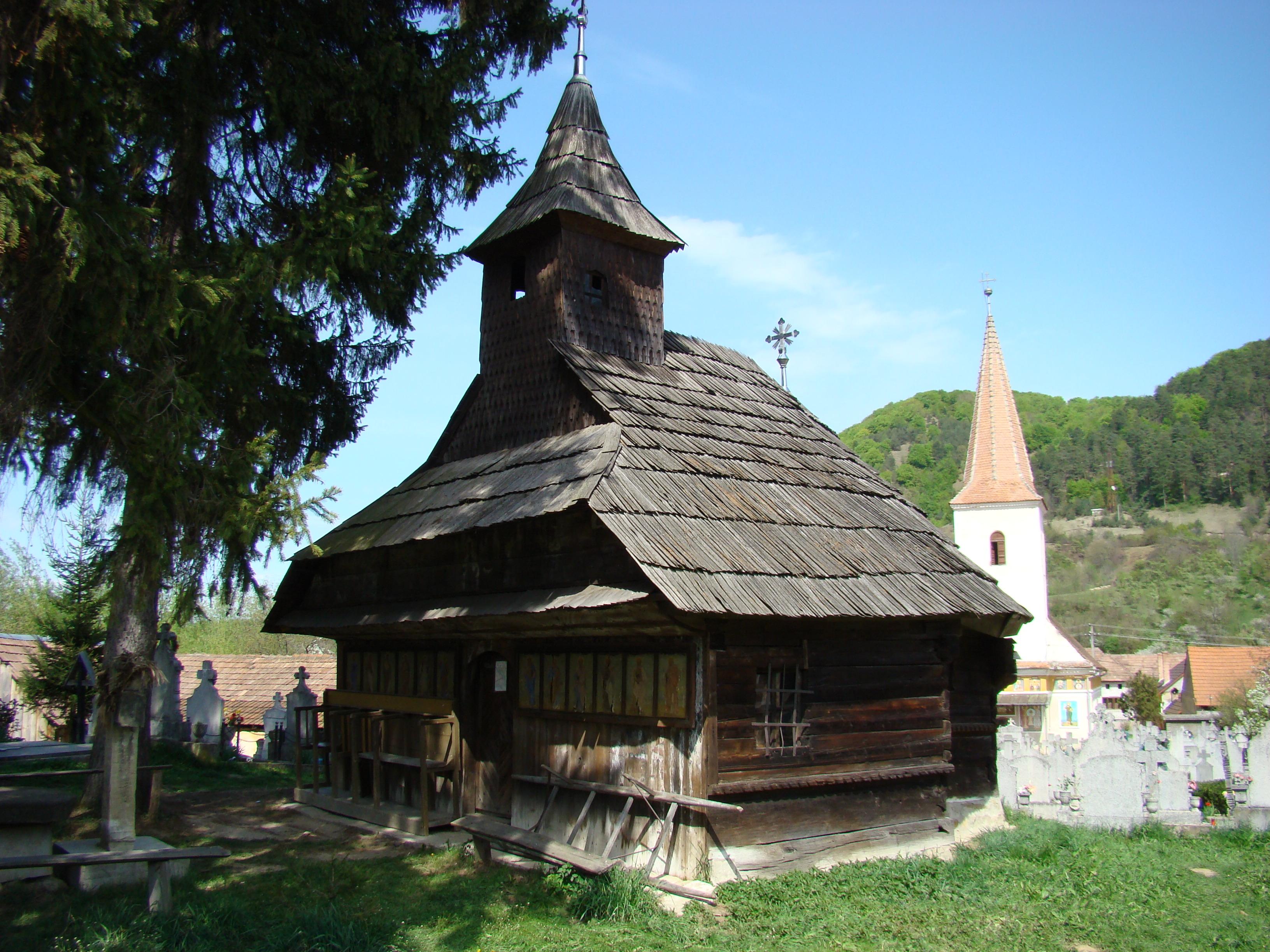
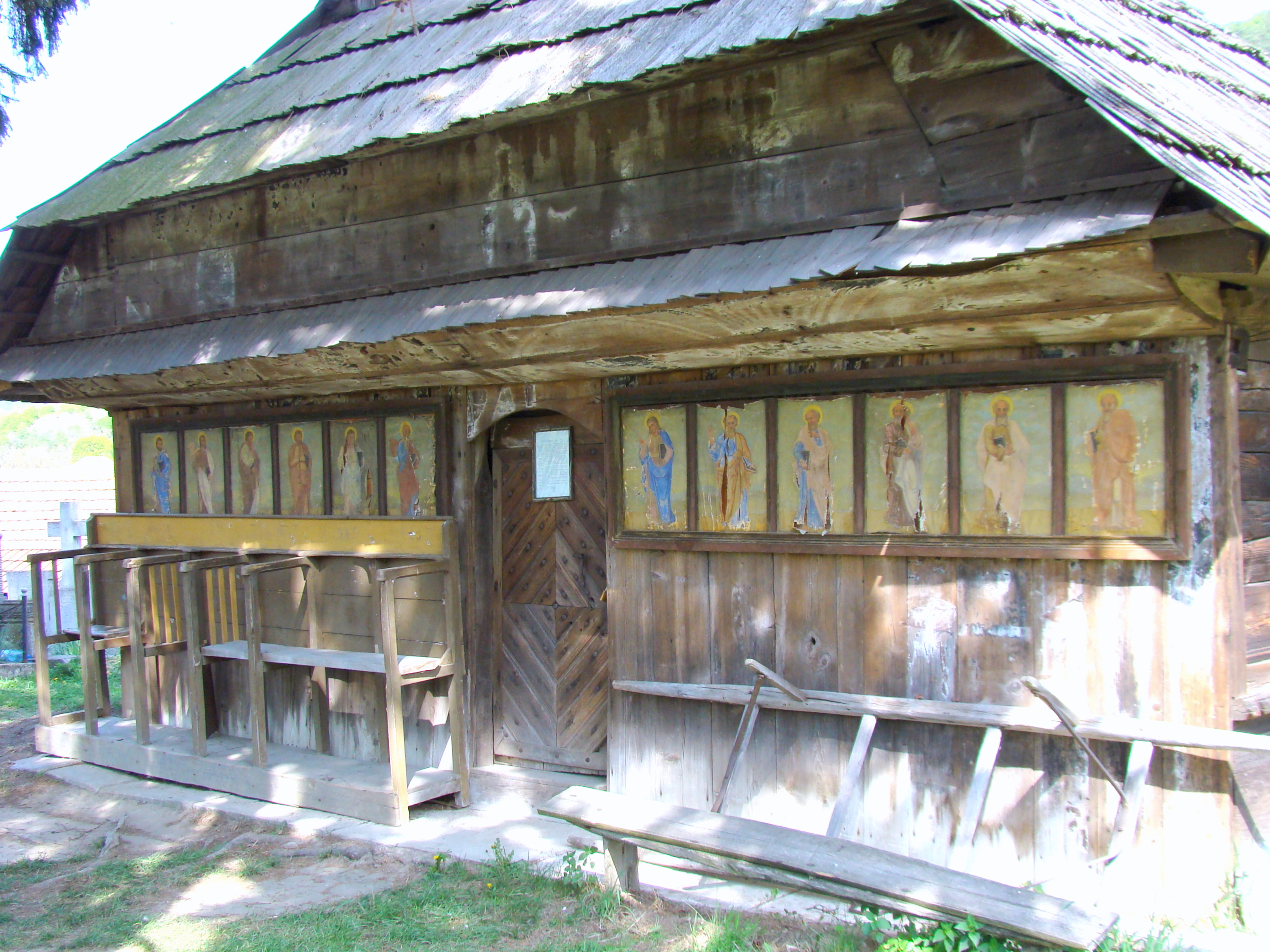
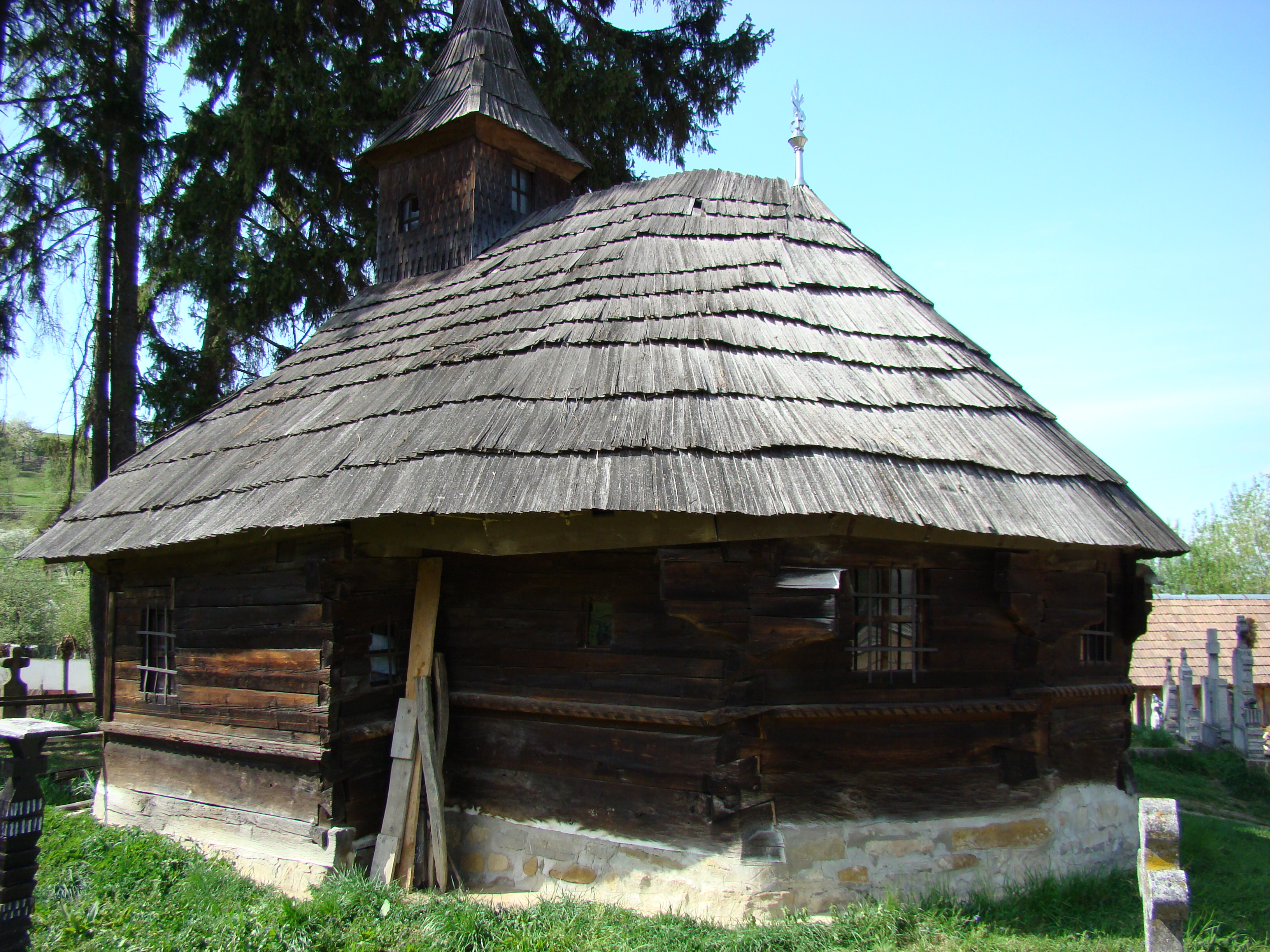

Holzkirche in Pianu de Sus 